# ペリー・ファーガソン
ペリー・ファーガソン（Perry Ferguson, 1901年11月13日 - 1963年12月27日）は、アメリカ合衆国の美術監督である。アカデミー美術賞には5度ノミネートされたが、1度も受賞には至っていない。
テキサス州で生まれ、カリフォルニア州ロサンゼルスで亡くなった。

## 主な作品
- 目撃者 Winterset (1936)
- 市民ケーン Citizen Kane (1941)
- 打撃王 The Pride of the Yankees (1942)
- 電撃作戦 The North Star (1943)
- クーパーの花婿物語 Casanova Brown (1944)
- ロープ Rope (1948)

## 受賞歴

### アカデミー賞
ノミネート
1937年 アカデミー美術監督賞:『目撃者』
1942年 アカデミー美術監督賞 (白黒部門):『市民ケーン』
1943年 アカデミー美術監督賞 (白黒部門):『打撃王』
1944年 アカデミー美術監督賞 (白黒部門):『電撃作戦』
1945年 アカデミー美術監督賞 (白黒部門):『クーパーの花婿物語』